# Jamides fusca
Jamides fusca är en fjärilsart som beskrevs av Evans 1932. Jamides fusca ingår i släktet Jamides och familjen juvelvingar. Inga underarter finns listade i Catalogue of Life.